# (33198) Mackewicz
1998 FV52 (asteroide 33198) é um asteroide da cintura principal. Possui uma excentricidade de 0.08973370 e uma inclinação de 1.82900º.
Este asteroide foi descoberto no dia 20 de março de 1998 por LINEAR em Socorro.